# Protoribates maigsius
Protoribates maigsius är en kvalsterart som först beskrevs av Corpuz-Raros 1979.  Protoribates maigsius ingår i släktet Protoribates och familjen Protoribatidae. Inga underarter finns listade i Catalogue of Life.